# 大嶽直人
大嶽 直人（おおたけ なおと、1968年10月18日 - ）は、静岡県清水市（現：静岡市清水区）出身の元プロサッカー選手、サッカー指導者。現役時代のポジションはディフェンダー（DF）。元日本代表。
実弟は元セレッソ大阪所属の大嶽真人。

## 経歴
東海大学第一高校の主将として1986年の第65回全国高校選手権優勝に貢献、自身も決勝の長崎県立国見高校戦で2点目の得点を決め勝利に貢献。大会終了後には優秀選手に選出された。
1987年に順天堂大学に入学して蹴球部に所属。インカレで3連覇（1987、1988、1989）、総理大臣杯優勝3回（1987、1989、1990）、関東大学リーグ優勝1回（1990）に貢献する。
1991年からは全日空サッカークラブに入団。Jリーグ開幕に伴い横浜フリューゲルスとなった後もディフェンスの中心選手として活躍し、1993年の天皇杯優勝等に貢献した。
1992年からは日本代表に選出され、1994年に国際Aマッチ1試合に出場し、1994 FIFAワールドカップ・アジア予選にも参加した。
1998年からは京都パープルサンガ（現・京都サンガF.C.）へ移籍、2001年に現役を引退し、京都でコーチを務めた。
2008年は横浜F・マリノスユース、2009年は明治学院大学体育会サッカー部のコーチを務めた。
2010年1月4日、なでしこリーグ所属の伊賀フットボールクラブくノ一の監督に就任 し、3シーズン指揮して退任。
2013年よりギラヴァンツ北九州のトップチームコーチに就任。
2016年より京都のヘッドコーチに就任した。
2017年12月、伊賀フットボールクラブくノ一監督就任が発表された。
2022年より鹿児島ユナイテッドFC監督に就任。2023年5月度、月間優秀監督賞を受賞。2023年8月22日、退任が発表された。
2024年よりFC大阪監督に就任。

## 所属クラブ
- 1984年 - 1987年 東海大一高校[6]
- 1987年 - 1990年 順天堂大学[6]
- 1991年 - 1997年 全日空/横浜フリューゲルス[6]
- 1998年 - 2001年 京都パープルサンガ[6]

## 個人成績
| 国内大会個人成績 | 国内大会個人成績 | 国内大会個人成績 | 国内大会個人成績 | 国内大会個人成績 | 国内大会個人成績 | 国内大会個人成績 | 国内大会個人成績  | 国内大会個人成績 | 国内大会個人成績 | 国内大会個人成績 | 国内大会個人成績 |
| 年度             | クラブ           | 背番号           | リーグ           | リーグ戦         | リーグ戦         | リーグ杯         | リーグ杯          | オープン杯       | オープン杯       | 期間通算         | 期間通算         |
| 年度             | クラブ           | 背番号           | リーグ           | 出場             | 得点             | 出場             | 得点              | 出場             | 得点             | 出場             | 得点             |
| 日本             | 日本             | 日本             | 日本             | リーグ戦         | リーグ戦         | JSL杯/ナビスコ杯 | JSL杯/ナビスコ杯  | 天皇杯           | 天皇杯           | 期間通算         | 期間通算         |
| ---------------- | ---------------- | ---------------- | ---------------- | ---------------- | ---------------- | ---------------- | ----------------- | ---------------- | ---------------- | ---------------- | ---------------- |
| 1990-91          | 全日空           | 31               | JSL1部           | 1                | 0                | -                | -                 | -                | -                | 1                | 0                |
| 1991-92          | 全日空           | 25               | JSL1部           | 21               | 1                | 1                | 0                 |                  |                  |                  |                  |
| 1992             | 横浜F            | -                | J                | -                | -                | 8                | 1                 |                  |                  |                  |                  |
| 1993             | 横浜F            | -                | J                | 33               | 0                | 0                | 0                 | 5                | 0                | 38               | 0                |
| 1994             | 横浜F            | -                | J                | 40               | 1                | 2                | 0                 | 2                | 0                | 44               | 1                |
| 1995             | 横浜F            | -                | J                | 39               | 0                | -                | -                 | 2                | 0                | 41               | 0                |
| 1996             | 横浜F            | -                | J                | 30               | 0                | 14               | 0                 | 2                | 0                | 46               | 0                |
| 1997             | 横浜F            | 4                | J                | 24               | 0                | 10               | 0                 | 0                | 0                | 34               | 0                |
| 1998             | 京都             | 4                | J                | 31               | 1                | 4                | 0                 | 2                | 0                | 37               | 1                |
| 1999             | 京都             | 4                | J1               | 27               | 0                | 3                | 0                 | 2                | 0                | 32               | 0                |
| 2000             | 京都             | 4                | J1               | 23               | 0                | 7                | 0                 | 1                | 0                | 31               | 0                |
| 2001             | 京都             | 4                | J2               | 18               | 2                | 1                | 0                 | 0                | 0                | 19               | 2                |
| 通算             | 日本             | 日本             | J1               | 247              | 2                | 48               | 1\|\|\|\|\|\|\|\| |                  |                  |                  |                  |
| 通算             | 日本             | 日本             | J2               | 18               | 2                | 1                | 0                 | 0                | 0                | 19               | 2                |
| 通算             | 日本             | 日本             | JSL1部           | 22               | 1                | 1                | 0\|\|\|\|\|\|\|\| |                  |                  |                  |                  |
| 総通算           | 総通算           | 総通算           | 総通算           | 287              | 5                | 50               | 1\|\|\|\|\|\|\|\| |                  |                  |                  |                  |

その他の公式戦
- 1991年
  - コニカカップ 4試合0得点
- 1994年
  - XEROX SUPER CUP 1試合0得点

- Jリーグ初出場 - 1993年5月19日 鹿島アントラーズ戦 （茨城県立カシマサッカースタジアム）
- Jリーグ初得点 - 1994年3月16日 ジェフユナイテッド市原戦 （三ツ沢公園球技場）
- JSL（1部）初出場 - 1991年4月13日 読売クラブ戦 （国立競技場）
- JSL（1部）初得点 - 1991年10月12日 日立製作所戦 （三ツ沢公園球技場）

## 代表歴
- 国際Aマッチ初出場 - 1994年9月27日 国際親善試合 vsオーストラリア代表（国立競技場）

### 出場大会
- ユニバーシアード日本代表
  - 1991年夏季ユニバーシアード
- 日本B代表
  - AFCアジアカップ1988
- 日本代表
  - AFCアジアカップ1992
  - 1994 FIFAワールドカップ・アジア予選
  - 1994年アジア競技大会

### 試合数
| 日本代表 | 国際Aマッチ | 国際Aマッチ |
| 年       | 出場        | 得点        |
| -------- | ----------- | ----------- |
| 1994     | 1           | 0           |
| 通算     | 1           | 0           |

### 出場
| No. | 開催日         | 開催都市 | スタジアム                 | 対戦相手       | 結果 | 監督                         | 大会         |
| --- | -------------- | -------- | -------------------------- | -------------- | ---- | ---------------------------- | ------------ |
| 1.  | 1994年09月27日 | 東京都   | 国立霞ヶ丘競技場陸上競技場 | オーストラリア | △0-0 | パウロ・ロベルト・ファルカン | 国際親善試合 |

## タイトル

### 選手時代

#### クラブ
順天堂大学
- 全日本大学サッカー選手権大会：3回（1987年、1988年、1989年）
- 総理大臣杯全日本大学サッカートーナメント：3回（1987年、1989年、1990年）
- 関東大学サッカーリーグ戦1部：1回（1990年）

横浜フリューゲルス
- 天皇杯：1回（1993年）
- アジアカップウィナーズカップ：1回（1994-95）
- アジアスーパーカップ：1回（1995年）

京都パープルサンガ
- Jリーグディビジョン2：1回（2001年）

### 監督時代

#### クラブ
伊賀FCくノ一
- なでしこリーグ1部：1回（2021年）
- なでしこリーグ2部：1回（2018年）
- なでしこリーグカップ2部：1回（2018年）

鹿児島ユナイテッドFC
- 鹿児島県サッカー選手権大会：1回（2022年）

FC大阪
- 大阪サッカー選手権大会：1回（2025年）

## 指導歴
- 2002年 - 2007年 京都パープルサンガ/京都サンガF.C.
  - 2002年 普及部[6]
  - 2002年 - 2005年 トップチーム コーチ[6]
  - 2006年 ユース コーチ[6]
  - 2007年 U-13 監督[6]
- 2008年 横浜F・マリノスユース コーチ[6]
- 2009年 明治学院大学サッカー部 監督[6]
- 2010年 - 2012年 伊賀フットボールクラブくノ一 監督[6]
- 2013年 - 2015年 ギラヴァンツ北九州 コーチ[6]
- 2016年 - 2017年 京都サンガF.C. ヘッドコーチ[6]
- 2018年 - 2021年 伊賀フットボールクラブくノ一 監督
- 2022年 - 2023年8月 鹿児島ユナイテッドFC 監督
- 2024年 - FC大阪 監督

## 監督成績
| 年度 | 所属        | クラブ     | リーグ戦 | リーグ戦 | リーグ戦 | リーグ戦 | リーグ戦 | リーグ戦 | カップ戦              | カップ戦      |
| 年度 | 所属        | クラブ     | 順位     | 試合     | 勝点     | 勝       | 分       | 敗       | なでしこ杯/ルヴァン杯 | 皇后杯/天皇杯 |
| ---- | ----------- | ---------- | -------- | -------- | -------- | -------- | -------- | -------- | --------------------- | ------------- |
| 2010 | なでしこ1部 | 伊賀くノ一 | 10位     | 18       | 6        | 1        | 3        | 14       | GL敗退                | 3回戦敗退     |
| 2011 | なでしこ1部 | 伊賀くノ一 | 6位      | 16       | 16       | 5        | 1        | 10       | -                     | ベスト8       |
| 2012 | なでしこ1部 | 伊賀くノ一 | 7位      | 18       | 21       | 5        | 6        | 7        | ベスト4               | ベスト4       |
| 2018 | なでしこ2部 | 伊賀くノ一 | 優勝     | 18       | 44       | 14       | 2        | 2        | 優勝                  | 2回戦敗退     |
| 2019 | なでしこ1部 | 伊賀くノ一 | 4位      | 18       | 27       | 7        | 6        | 5        | GL敗退                | 3回戦敗退     |
| 2020 | なでしこ1部 | 伊賀くノ一 | 9位      | 18       | 14       | 4        | 2        | 12       | -                     | 3回戦敗退     |
| 2021 | なでしこ1部 | 伊賀くノ一 | 優勝     | 22       | 53       | 17       | 2        | 3        | -                     | 4回戦敗退     |
| 2022 | J3          | 鹿児島     | 3位      | 34       | 66       | 21       | 3        | 10       | -                     | 2回戦敗退     |
| 2023 | J3          | 鹿児島     | 2位      | 23       | 34       | 10       | 4        | 9        | -                     | 1回戦敗退     |
| 2024 | J3          | FC大阪     | 6位      | 38       | 58       | 15       | 13       | 10       | 1回戦敗退             | -             |

- 2023年は退任時点での成績。